# Fockeline Ouwerkerk
Fockeline Ouwerkerk (Westmaas, 2 juni 1981) is een Nederlandse actrice die bekend is van haar rollen in series als Zussen, Mocro Maffia en Moordvrouw.

## Loopbaan
Ouwerkerk studeerde aan de Hogeschool voor de Kunsten in Utrecht en behaalde in 2004 haar diploma. Tijdens haar studie had ze gastrolletjes in Inleven/uitleven en ZOOP. Na haar studie kreeg ze meteen een rol in de telefilm Staatsgevaarlijk en volgde een gastrol in IC. Daarna kreeg Ouwerkerk een rol in de dagelijkse comedy Samen, maar door slechte kijkcijfers werd de serie na enkele maanden geannuleerd. Ouwerkerk zei later dat ze nog wel een tijdje had willen door gaan. Na Samen was Ouwerkerk te zien in verschillende gastrollen, maar ze kreeg pas in 2007 weer haar eerste nieuwe vaste rol, als Sanne Kamphuis, in de televisieserie De co-assistent. Er was in het tweede seizoen geen plek meer voor het personage van Sanne Kamphuis en zodoende werd Ouwerkerk na één seizoen uit de serie geschreven. Ze mocht nog terugkomen voor twee afleveringen in het tweede seizoen om haar rol toch een waardig afscheid te geven.
Na De co-assistent besloot Ouwerkerk zich meer te gaan richten op toneel. Ze ging aan de slag bij Het Toneel Speelt en deed mee aan vier producties. Na deze producties kreeg ze een rol in de film Zieleman van Ben Sombogaart. Na deze film wilde ze zich weer gaan richten op film- en dramaproducties, maar ze kreeg toch weer een rol in een toneelproductie van Het Toneel Speelt.
Van 2013 tot en met 2018 was Ouwerkerk te zien als Liselotte van Kempen in de RTL 4-serie Moordvrouw. In 2015 speelde ze een rol in de tv-serie Gouden bergen. In 2018 was ze te zien als Anouk op den Hage in de televisieserie Nieuwe buren. In datzelfde jaar speelde ze ook de hoofdrol in de film Taal is zeg maar echt mijn ding gebaseerd op het gelijknamige boek van Paulien Cornelisse. In de telefilm Herman vermoordt mensen uit 2021 speelt zij de dochter van Herman. In 2025 speelde zij de theatermonoloog 't Hooge Nest gebaseerd op de gelijknamige bestseller van Roxane van Iperen.
Ouwerkerk woont in Amsterdam. Ze heeft een zoon en een dochter.

## Prijs
Voor haar hoofdrol als Anne in de bioscoopfilm Taal is zeg maar echt mijn ding, werd zij in oktober 2018 in Los Angeles tijdens het Glendale International Filmfestival bekroond met een award in de categorie Best hoofdrolspeelster.